# Kabul (Israel)
Kabul (arabisch كابول, DMG Kābūl; hebräisch כָּאבּוּל Kābūl, im Tanach כָּב֖וּל Kavūl) ist eine rein arabisch bewohnte Kleinstadt und ein biblisches Gebiet südöstlich der Stadt Akko im Nordbezirk Israels. Die Stadt liegt auf einer Höhe von 40 bis 160 Meter über NN. Die Etymologie des Namens ist unklar, der Name wird sowohl vom Wort gvul („Grenze“) als auch von einem Begriff für „fruchtbare Erde“ und vom hebräischen Wort mekubbal abgeleitet. Der Überlieferung zufolge waren die Bewohner Kabuls so reich, dass sie sich mit Gold und Silber kleideten.

## Allgemeines
Kabul entwickelte sich seit dem Ende der Mandatszeit von einem kleinen Ort mit etwa 100 Gebäuden, ohne Bildungseinrichtungen und unter 600 Einwohnern zu einer Stadt mit 13.854 Einwohnern (2018) und mehreren Schulen, Gesundheitseinrichtungen und einem Landwirtschaftsforschungszentrum auf einer Fläche von knapp 7,15 km². Die einzige Zufahrtsstraße nach Kabul führt von Westen her von der Road 70.

## Geschichte
Erwähnung findet der Ort wahrscheinlich bereits in der Bibel als Grenzort des Gebiets von Asser während der Landnahme unter Josua (Jos 19,27 ). Später wurde Kabul von König Salomon an Hiram von Tyros übergeben, als Dank für die Hilfe am Tempelbau. Flavius Josephus beschreibt Kabul (Chabolo) als einen ehemaligen Grenzort des Ptolemäergebiets, von dem aus Überfälle nach Galiläa unternommen wurden. Dieses alte Kabul ging wegen interner Zwistigkeiten unter. Es ist historisch nicht eindeutig belegt, dass das heutige Kabul identisch mit dem biblischen und dem bei Flavius Josephus genannten ist.
Al-Muqaddasī beschrieb im Jahr 985 das zu der Zeit unter abbasidischer Herrschaft stehende Kabul als einen Ort mit weiten Zuckerrohrplantagen und Herkunftsort des besten Zuckers im ganzen Gebiet Syrien. In der Zeit der arabischen Kalifate war Kabul einer der Hauptorte eines syrischen Militärdistrikts.
Im Mittelalter wurde Kabul zur jüdischen Pilgerstadt, da sich der Überlieferung nach die Grabstätten von Ruben und Simeon in Kabul befinden, ebenso die des Propheten Micha. Während des Mittelalters kamen weitere Grabstätten dazu, unter anderem von Jehuda ha-Levi, Abraham ibn Esra oder Solomon ibn Gabirol.
Später wandelte sich Kabul zu einem rein arabisch bewohnten Ort. Im Krieg um Israels Unabhängigkeit 1948 wurde Kabul von der Scheva Brigade während der Operation Dekel kampflos eingenommen. Nur wenige Bewohner Kabuls flohen, die meisten Bewohner verhielten sich den israelischen Streitkräften gegenüber neutral oder freundlich. Daher blieb Kabul als arabischer Ort bestehen und wurde 1974 in den Status eines Lokalverbands erhoben.